# Erwin Schwab
| Liste der entdeckten Asteroiden (Auswahl):                                                               | Liste der entdeckten Asteroiden (Auswahl): | Liste der entdeckten Asteroiden (Auswahl): |
| Name | Entdeckt am                                |                                            |
| --- | ------------------------------------------ | ------------------------------------------ |
| (12057) Alfredsturm                                                                                      | 18. Februar 1998                           | (0)                                        |
| (17855) Geffert                                                                                          | 19. Mai 1998                               | (0)                                        |
| (33863) Elfriederwin                                                                                     | 05. Mai 2000                               | (0)                                        |
| (40764) Gerhardiser                                                                                      | 13. Oktober 1999                           | (0)                                        |
| (56561) Jaimenomen                                                                                       | 05. Mai 2000                               | (0)                                        |
| (60006) Holgermandel                                                                                     | 13. Oktober 1999                           | (0)                                        |
| (192220) Oicles                                                                                          | 14. September 2007                         | (1)                                        |
| (204852) Frankfurt                                                                                       | 15. September 2007                         | (1)                                        |
| (204873) FAIR                                                                                            | 17. September 2007                         | (1)                                        |
| (207687) Senckenberg                                                                                     | 12. September 2007                         | (1)                                        |
| (207901) Tzecmaun                                                                                        | 28. Oktober 2008                           |                                            |
| (216390) Binnig                                                                                          | 14. Februar 2008                           | (1)                                        |
| (216433) Milianleo                                                                                       | 19. Februar 2009                           |                                            |
| (216624) Kaufer                                                                                          | 09. Dezember 2002                          | (0)                                        |
| (224831) Neeffisis                                                                                       | 27. November 2006                          | (1)                                        |
| (241418) Darmstadt                                                                                       | 31. Oktober 2008                           |                                            |
| (243109) Hansludwig                                                                                      | 12. September 2007                         | (2)                                        |
| (243440) Colonia                                                                                         | 17. März 2009                              | (2)                                        |
| (243536) Mannheim                                                                                        | 15. März 2010                              |                                            |
| (256813) Marburg                                                                                         | 11. Februar 2008                           | (1)                                        |
| (263932) Speyer                                                                                          | 22. April 2009                             |                                            |
| (264020) Stuttgart                                                                                       | 17. August 2009                            |                                            |
| (274020) Skywalker                                                                                       | 12. September 2007                         | (2)                                        |
| (274835) Aachen                                                                                          | 22. August 2009                            |                                            |
| (278141) Tatooine                                                                                        | 15. Februar 2007                           | (2)                                        |
| (279037) Utezimmer                                                                                       | 8. November 2008                           |                                            |
| (283142) Weena                                                                                           | 29. Dezember 2008                          |                                            |
| (295565) Hannover                                                                                        | 27. September 2008                         | (2)                                        |
| (301061) Egelsbach                                                                                       | 28. Oktober 2008                           |                                            |
| (301394) Bensheim                                                                                        | 23. Februar 2009                           |                                            |
| (316042) Tilofranz                                                                                       | 19. April 2009                             |                                            |
| (325558) Guyane                                                                                          | 24. September 2009                         |                                            |
| (328477) Eckstein                                                                                        | 21. April 2009                             |                                            |
| (336698) Melbourne                                                                                       | 05. Februar 2010                           |                                            |
| (343000) Ijontichy                                                                                       | 29. Januar 2009                            | (3)                                        |
| (343444) Halluzinelle                                                                                    | 07. März 2010                              | (2)                                        |
| (367436) Siena                                                                                           | 27. September 2008                         | (2)                                        |
| (378917) Stefankarge                                                                                     | 28. Oktober 2008                           |                                            |
| (379155) Volkerheinrich                                                                                  | 18. August 2009                            |                                            |
| (458063) Gustavomuler                                                                                    | 21. Dezember 2009                          |                                            |
| - (0) mit Team Starkenburg-Sternwarte - (1) mit Rainer Kling - (2) mit Stefan Karge - (3) mit Ute Zimmer |                                            |                                            |

Erwin Schwab (* 16. September 1964 in Heppenheim) ist ein deutscher Amateurastronom und arbeitet beim GSI Helmholtzzentrum für Schwerionenforschung. Er entdeckte 98 Asteroiden an der Taunus-Sternwarte des Physikalischen Vereins – Gesellschaft für Bildung und Wissenschaft Frankfurt sowie mit ferngesteuerten Teleskopen der Tzec Maun Foundation in den USA und Australien. In der Rangliste der Kleinplaneten-Entdecker befindet er sich unter den Top Ten der erfolgreichsten Deutschen.
Für die Europäische Weltraumorganisation (ESA) sucht er als freiwilliger wissenschaftlicher Mitarbeiter nach verloren gegangenen Kometen und potentiell gefährlichen Asteroiden (NEOs). Dabei hat er von 2014 bis 2021 über 30 vermisste Kometen wiedergefunden, was ungefähr 25 % des weltweiten Anteils an Kometen-Wiederentdeckungen in diesem Zeitraum entspricht.
Während einer Suchkampagne nach einem verschollenen Kometen entdeckte er im Juli 2019 ein einzigartiges Sternensystem, den ersten bekannten direkt durch einen Materiestrom gespeisten Intermediär Polaren Bedeckungsveränderlichen, katalogisiert als J1832.4-1627.
1986 wurde Schwab Zweiter in der Deutschen Bumerang-Meisterschaft.

## Astronomische Leistungen und Entdeckungen
Erwin Schwab begann 1981 die Bahnen von Kleinplaneten am Koordinatenmesstisch der Landessternwarte Heidelberg zu vermessen und machte 1998 seine erste Entdeckung im Team der Starkenburg-Sternwarte Heppenheim (IAU-Code 611). Einen seiner ersten Funde, den am 13. Oktober 1999 im Team der Starkenburg-Sternwarte entdeckten Kleinplaneten (40764) Gerhardiser, benannte er nach seinem Mentor Gerhard Iser.
Der Kleinplanet (33863) Elfriederwin, eine weitere Team-Entdeckung der Heppenheimer Sternwarte, erhielt den Namen seiner Eltern Elfriede und Erwin Schwab senior.
Am 27. November 2006 ist ihm zusammen mit Rainer Kling die erste Entdeckung eines Kleinplaneten auf der Taunus-Sternwarte (IAU-Code B01) gelungen. Dieser Fund trägt den Namen (224831) Neeffisis, eine Kombination aus Christian Ernst Neeff und der Göttin Isis. Weitere auf dem Taunus Observatorium entdeckte Kleinplaneten, die inzwischen einen Namen tragen, sind zum Beispiel: (204852) Frankfurt, (243440) Colonia, (274020) Skywalker, (207687) Senckenberg und (283142) Weena, darunter auch die Jupiter-Trojaner (192220) Oicles und (221917) Opites. Des Weiteren gelang Erwin Schwab zusammen mit Rainer Kling und Ute Zimmer die Entdeckung des als Potentially Hazardous Asteroid eingestuften Kleinplaneten 2009 DM45.
Von 2008 bis 2011 hatte Schwab die Möglichkeit Beobachtungen an den ferngesteuerten Teleskopen der Tzec Maun Foundation (IAU-Code H10, D96) durchzuführen. Dabei entdeckte er an einem Teleskop mit 35 cm Durchmesser in Mayhill (USA) insbesondere die Kleinplaneten (241418) Darmstadt, (263932) Speyer und (264020) Stuttgart. Für die Entdeckung von (336698) Melbourne und (243536) Mannheim verwendete Schwab einen Refraktor in Moorook (Australien), dessen Linse einen Durchmesser von nur 15 cm hatte. Nach Amateurastronomen benannte er (328477) Eckstein, (378917) Stefankarge, (379155) Volkerheinrich, (389293) Hasubick und (458063) Gustavomuler. Mit einem seiner Funde ehrte er die Tzec Maun Foundation, die ihm kostenlosen Zugang zu den Teleskopen gewährte. (207901) Tzecmaun war die erste anerkannte Entdeckung, die auf einer von dieser Stiftung betriebenen Sternwarte gemacht wurde.
Während der Suche nach dem verschollenen Kometen P/2012 K3 (Gibbs) entdeckte Schwab im Juli 2019 mittels des ferngesteuerten Calar Alto Schmidt Teleskops (IAU-Code Z84) in Spanien ein einzigartiges Sternensystem, den ersten bekannten direkt durch einen Materiestrom gespeisten DQ-Herculis-Stern, auch Intermediär Polarer Bedeckungsveränderlicher genannt (Intermediate polars), katalogisiert als J1832.4-1627. Klaus Beuermann, Paul Breitenstein und Erwin Schwab fanden heraus, dass im Gegensatz zu den bisher bekannten Intermediär Polar Veränderlichen Sternen, dieser keine Akkretionsscheibe hat, sondern die Materie direkt auf den Weißen Zwergstern autrifft. Die Entdeckung wurde in Astronomy & Astrophysics veröffentlicht.

## Ehrungen
- Auf Vorschlag des spanischen Observatorio Astronómico de La Sagra wurde der Asteroid 185638 nach Erwin Schwab benannt.
- Samuel-Thomas-von-Soemmerring-Preis 2009
für: „Astrometrie von Objekten unseres Planetensystems und die Entdeckung von Asteroiden an der Hans-Ludwig-Neumann-Sternwarte des Physikalischen Vereins am Standort Taunus-Observatorium“[33]
- Samuel-Thomas-von-Soemmerring-Preis 2019
für: „Bestimmung der Rotationsperiode des gefährlichen Kleinplaneten 2018 AM12“[33]
- Samuel-Thomas-von-Soemmerring-Preis 2020
für: „Entdeckung eines Veränderlichen Sterns, dessen Klassifizierung als DQ-Herculis-Typ sowie die Periodenbestimmung anhand von Lichtkurven“[33]

## Publikationen (Auswahl)
- Wie das Leben von Pit so mit ihm spielt. Books on Demand GmbH, 2007, ISBN 978-3-8370-0576-9
- Kleinplaneten-Entdeckungen in Deutschland. Epubli Verlag, Berlin 2016, ISBN 978-3-7418-0915-6